# Salomo Schweizer
Salomo Schweizer (* 1993 in Luzern) ist ein Schweizer Oboist und Englischhornist.

## Werdegang
Salomo Schweizer begann seine musikalische Laufbahn als Blockflötist und als Sängerknabe in der Luzerner Kantorei. Mit 14 Jahren wechselte er zur Oboe und wurde bald darauf in die Oboen-Klasse von Kurt Meier an der Musikhochschule Luzern aufgenommen.
Von 2013 bis 2016 studierte er an der Zürcher Hochschule der Künste in den Klassen von Simon Fuchs (Solo-Oboe Tonhalle Zürich) und Martin Frutiger (Oboe und Englischhorn). Danach begann er ein Masterstudium bei Jean-Louis Capezzali in Lausanne und schloss seine Studien bei Dominik Wollenweber in Berlin ab.
Als Solist trat Salomo Schweizer u. a. mit dem Staatsorchester Braunschweig, der «Jungen Philharmonie Zentralschweiz», dem Neuen Orchester Basel, dem «Festivalorchester Arosa» und dem «Stadtorchester Zug» auf. Zudem wird er von verschiedenen Orchestern als Solooboist eingeladen, u. a. vom 21st Century Orchestra, vom Musikkollegium Winterthur, von der Staatsoper Hamburg und der Deutschen Oper Berlin.
Des Weiteren ist er auch auf Musikfestivals wie den Walkenrieder Kreuzgangkonzerten oder den Domkonzerten Königslutter zu Gast.
Ab 2016 war Salomo Schweizer Solooboist im Verbier Festival Orchester, und seit der Saison 2017/18 ist er Solooboist im Staatsorchester Braunschweig.

## Preise und Auszeichnungen
- 2012: 1. Preis mit Auszeichnung beim Schweizerischen Jugendmusikwettbewerb[4]
- 2012: 1. Preis Internationaler Oboenwettbewerb Luca Figaroli in Adrara San Martino[5]
- 2016: Englischhornpreis bei The Muri Competition[6]
- 2017/18: Stiftungspreis junge Musiktalente Meggen der Schweizer Musikhochschulen[7]